# Bliss (Nueva York)
Bliss es un lugar designado por el censo ubicado en el condado de Wyoming en el estado estadounidense de Nueva York. En el año 2010 tenía una población de 527 habitantes.

## Geografía
Bliss se encuentra ubicado en las coordenadas 42°34′54″N 78°15′10″O / 42.58167, -78.25278.